# 5-ميثوكسي يوريدين
5-ميثوكسي يوريدين (بالإنجليزية: 5-methoxypyrimidine)‏ واختصارا (مو5ي) هو نوكليوسيد قاعدته النيتروجينية هي 5-ميثوكسي يوراسيل مرتبطة بسكر الريبوز. يتواجد طبيعيا في بعض جزيئات الرنا الناقل والريبوسومي.

## طالع
- K. Murao, H. Ishikura, M. Albani, H. Kersten: On the biosynthesis of 5-methoxyuridine and uridine-5-oxyacetic acid in specific procaryotic transfer RNAs, Nucleic Acids Research, 1978, 5 (4), S. 1273–1281 (ببمد سنترال 342075; PMID 418384).